# みよしのさっぽろ

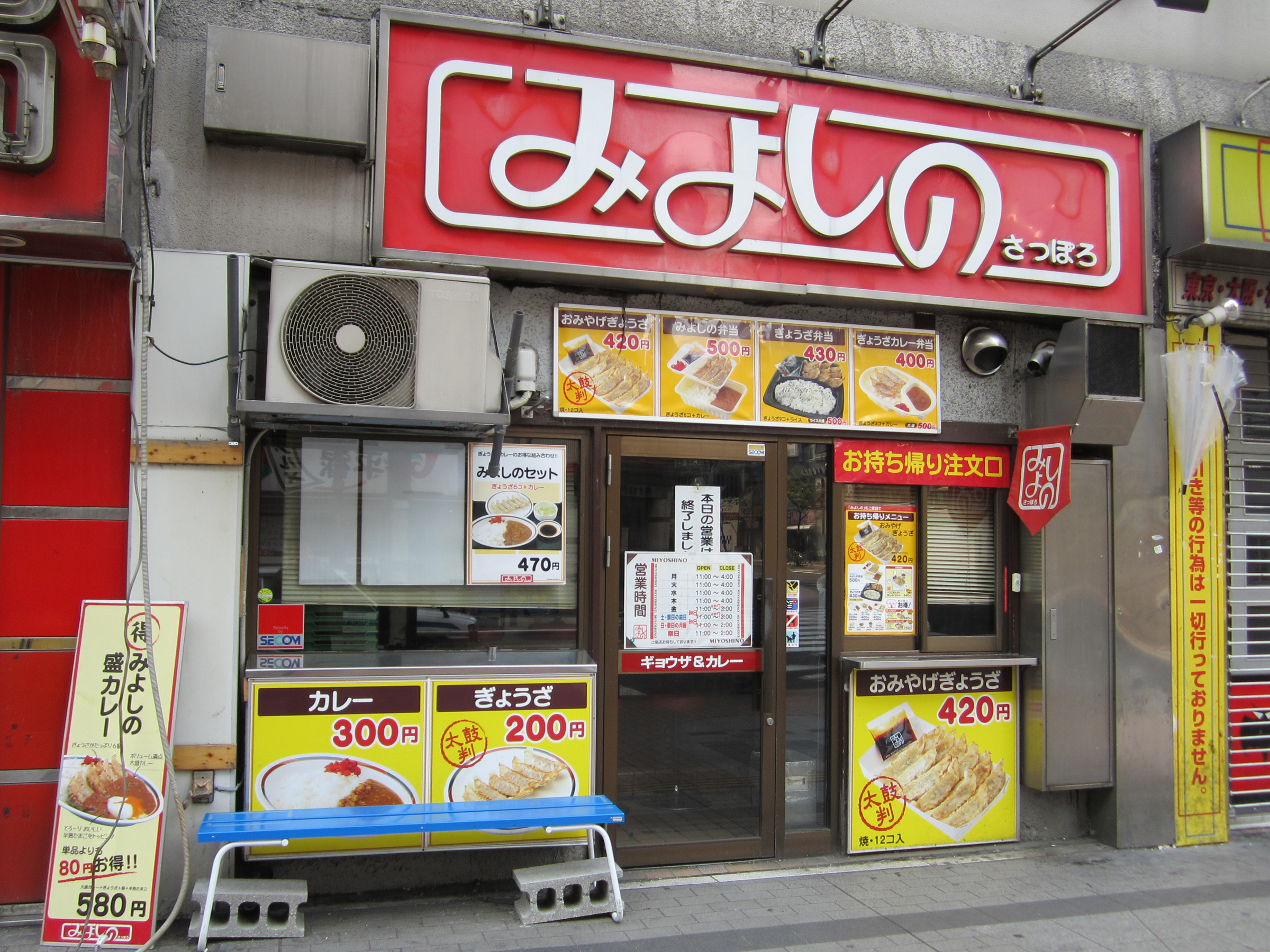
店舗例（すすきの店）

みよしのさっぽろとは、株式会社テンフードサービスが北海道で展開している、餃子・カレーライスを提供する外食チェーン店である。通称「みよしの」「みよしのぎょうざ」。

## 概要
「みよしのチルド餃子」の販売もあいまって、長年に渡り北海道内での餃子の代表的な存在である。かつては道内各地に店舗があったが、現在の直営店舗の出店エリアは札幌都市圏に限られている。
他地域に存在する「みよしの」ブランドの店舗は全て、別企業がフランチャイズ契約のもと運営している。フランチャイズ店舗にはオリジナルメニューが存在する場合があり、旭川の店舗ではラーメンがある。

## 歴史
創業は大正初期、狸小路で大衆食堂「美よし野」としてスタート。1945年（昭和20年）、狸小路二丁目で甘味処の営業を始める。
1967年（昭和42年）5月、北海道札幌市中央区に餃子専門店「みよしの」3条店を開業。公式サイト上では、この年を創業年としている。
餃子専門店・競合店が少なく安価だったことや、チェーン店を続々と増やしたことから、1970年代半ばにはサラリーマン・学生といった男性客、そして親子連れを中心に定着した。
安価で手早く美味な大衆食堂として、1990年代に吉野家などの牛丼チェーン店が道内に浸透するまでは、揺るぎない支持を得た。
1977年（昭和52年）10月、「みよしのカレー」を販売開始。出来立ての餃子とカレーライスを融合しヒット商品となった。「みよしのカレー」は2023年（令和5年）現在も名物メニューとして販売している。
1988年（昭和63年）6月、株式会社テンフードサービスから「みよしのチルド餃子」を販売開始。スーパー・小売店等で売られ、道内に広く定着した。
ちなみに1988年（昭和63年）春当時のメニューはぎょうざ定食（普通、大盛）、ぎょうざカレー、持ち帰り弁当のみだった。ぎょうざ定食は大型の緑色のプラスチック皿に盛られ、カレーの皿も現在のものとは異なっている。
1983年（昭和58年）1月2日放送の石原プロモーション製作のテレビドラマ『西部警察 PART-II』の札幌ロケ『燃える原野!オロフレ大戦争』に登場しており、すすきの店で餃子を食べるシーンが放映された。

## 特徴

### ぎょうざ
テンフードサービスが自社工場で製造する、冷凍タイプの餃子を店舗で使用している。これを各店舗で調理し、提供する。

### ぎょうざカレー
カレーライスの上に餃子がトッピングされている。名物メニューのひとつ。

### メニュー一例
- みよしのセット - カレーライスと餃子が別々に盛られる。
- みよしのカレー - 甘口と辛口が選べる。
- ぎょうざカレー
- みよしの弁当 - 餃子とカレーライスがセットになった持ち帰り専用の弁当。
- ぎょうざカレー弁当 ― 持ち帰り専用のぎょうざカレー。
- おみやげぎょうざ - 持ち帰り専用の餃子。

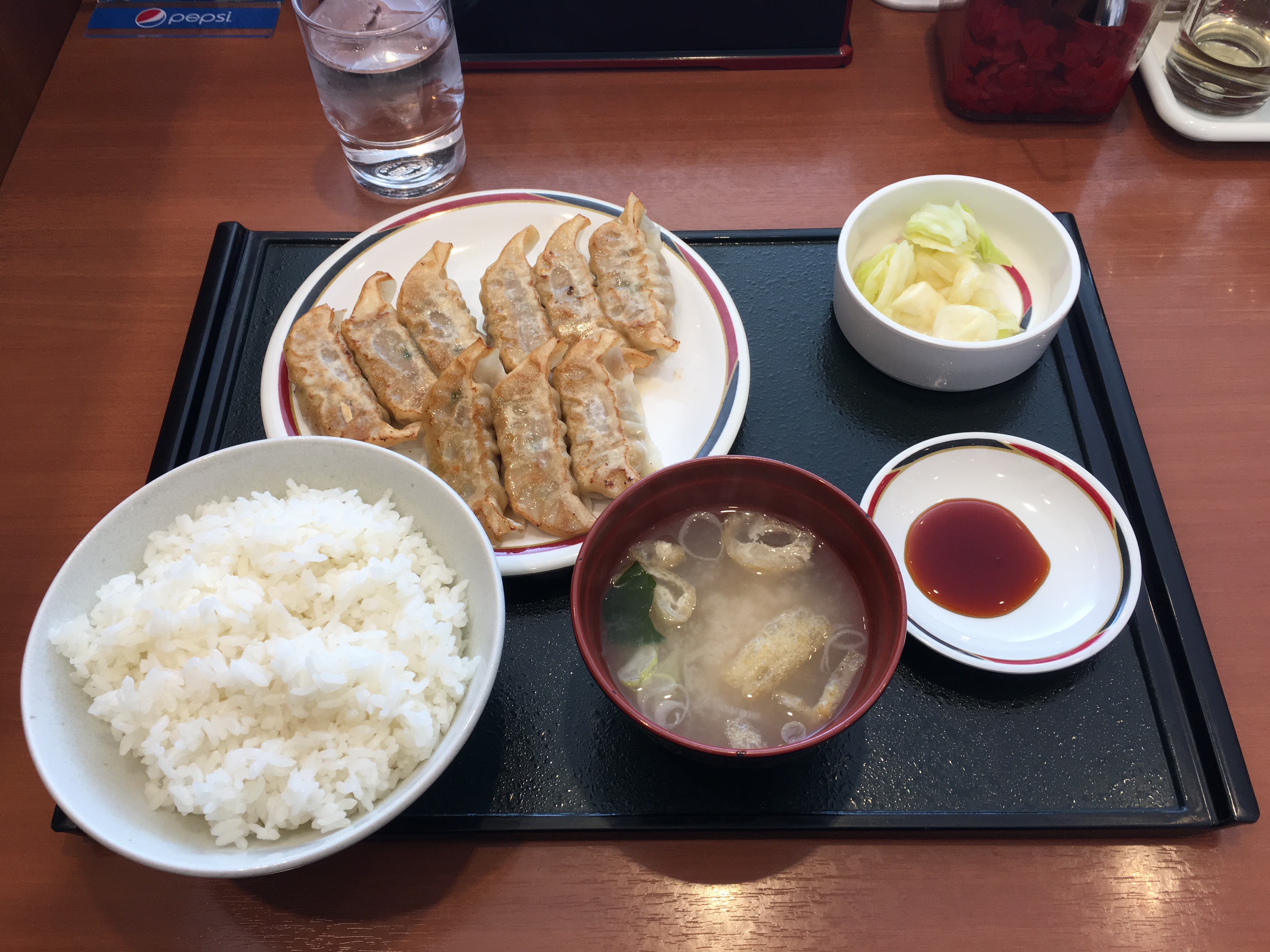
ぎょうざ定食（大盛）
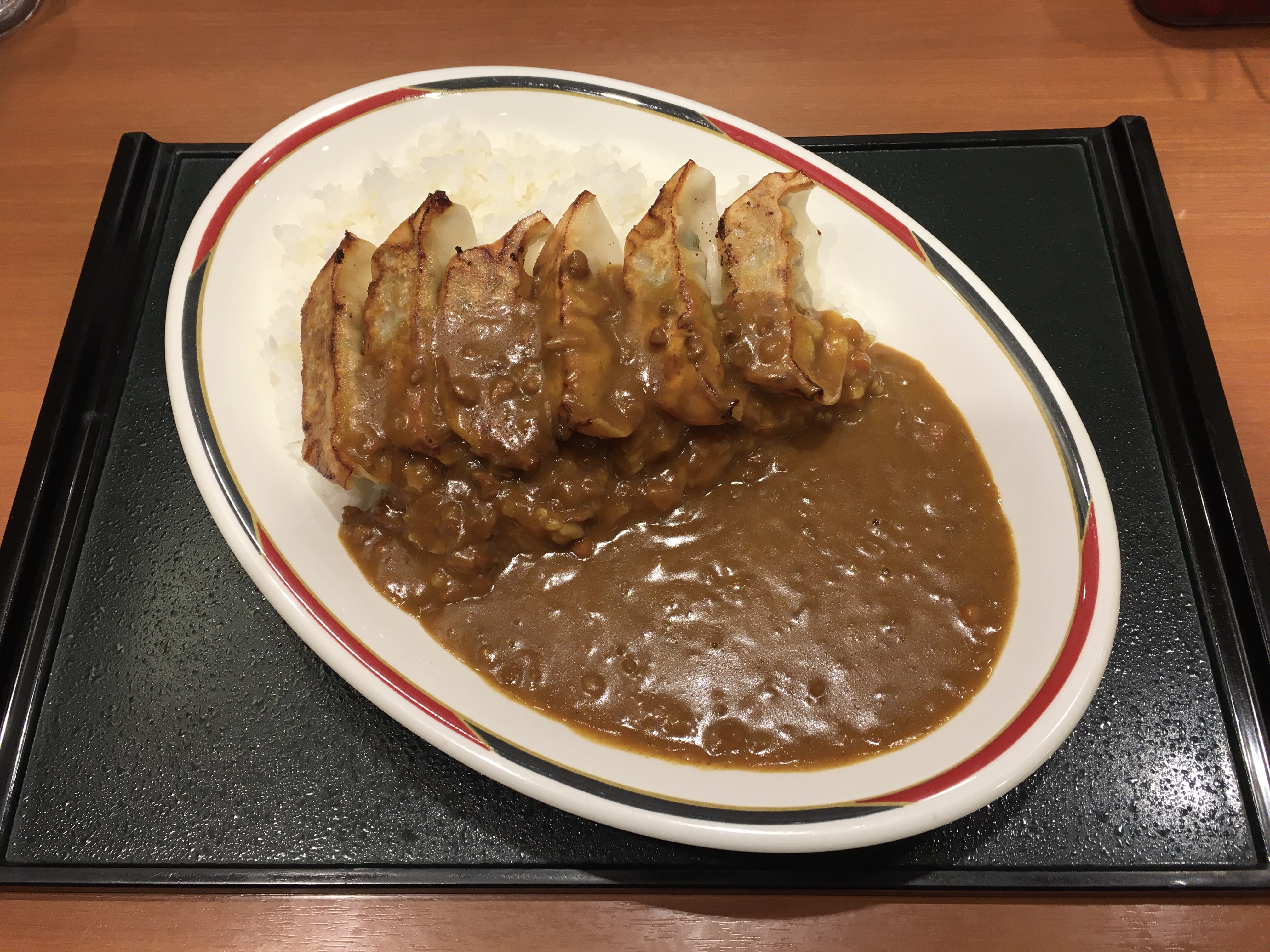
ぎょうざカレー（ジャンボ）
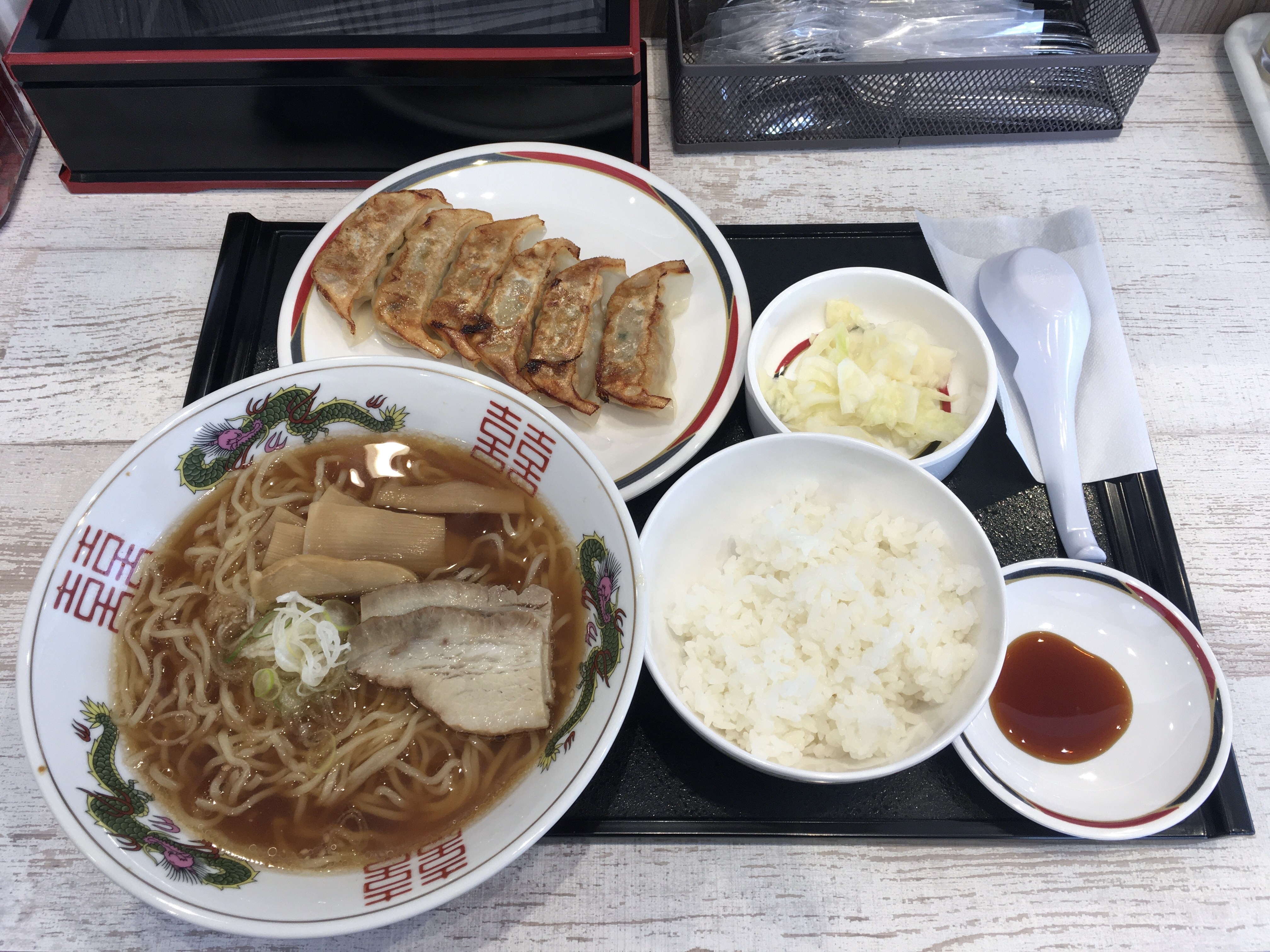
ラーメンセット

## 店舗
店舗により座席タイプが異なる。対面式のカウンター席・Uの字タイプのカウンター席・ファミリーレストランのような座席タイプなどがある。代金の支払いは現金のみである。
一部店舗はドライブスルーを設置している。

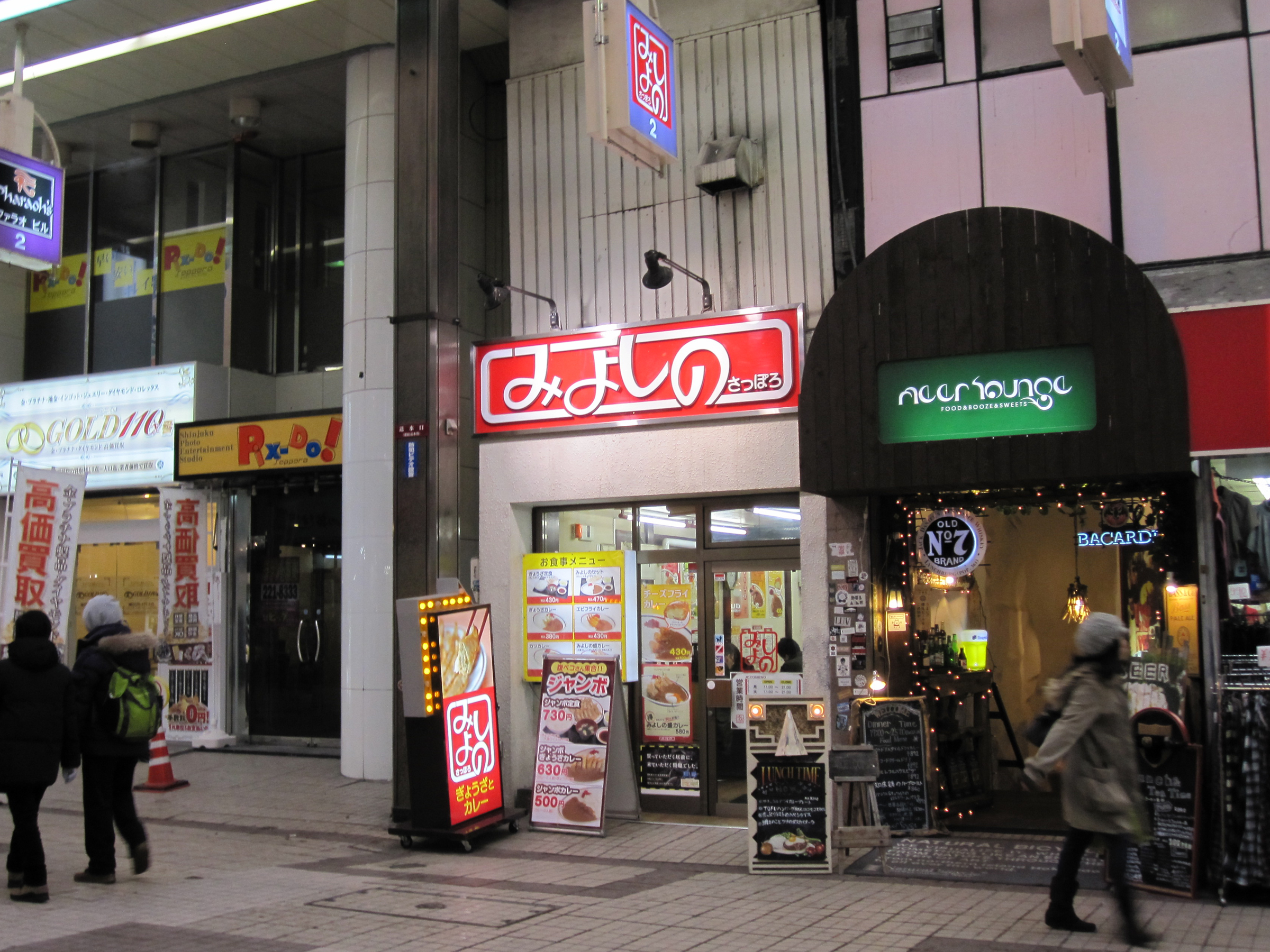
狸小路店（札幌市中央区）
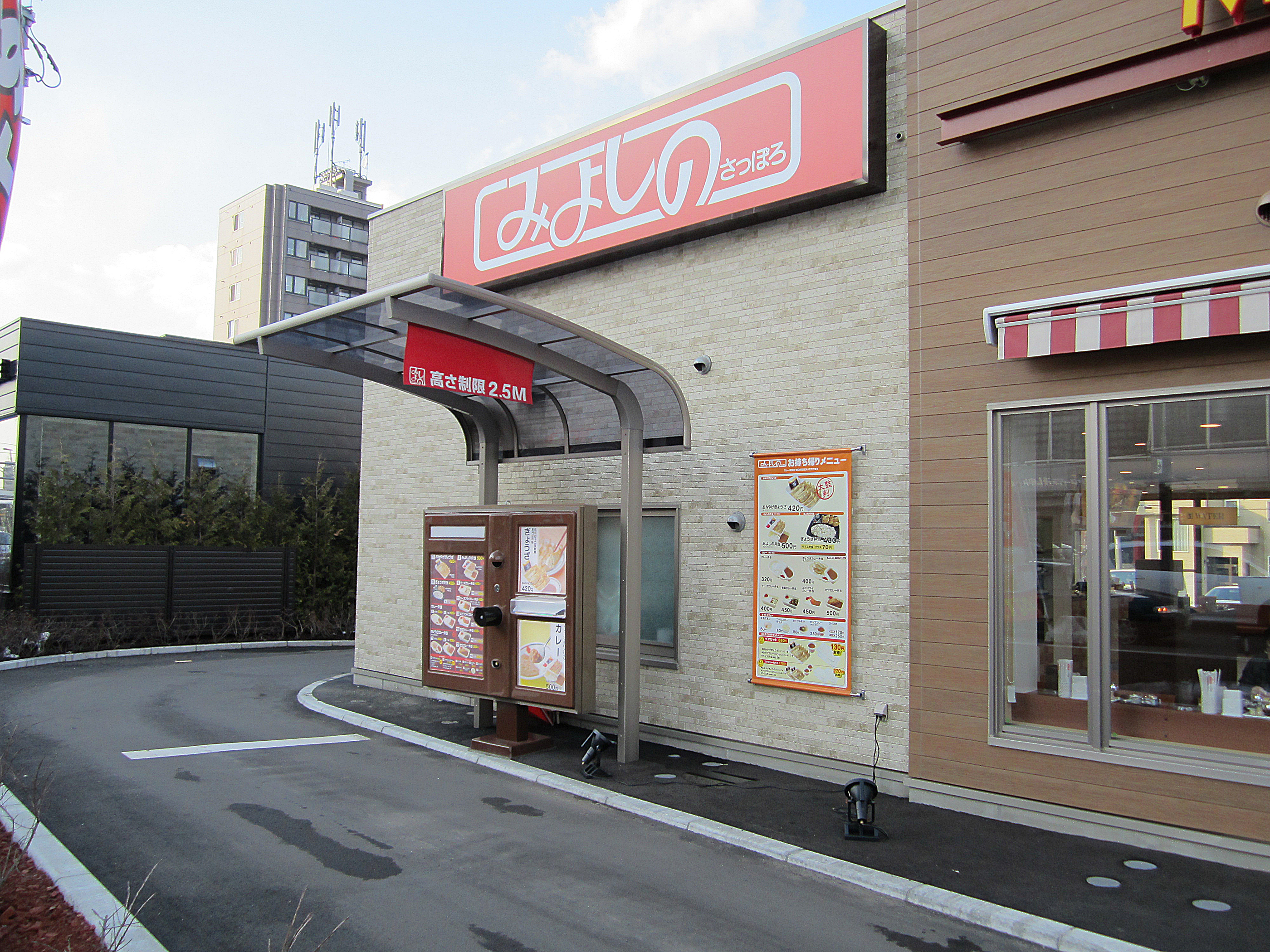
美園店（札幌市豊平区）
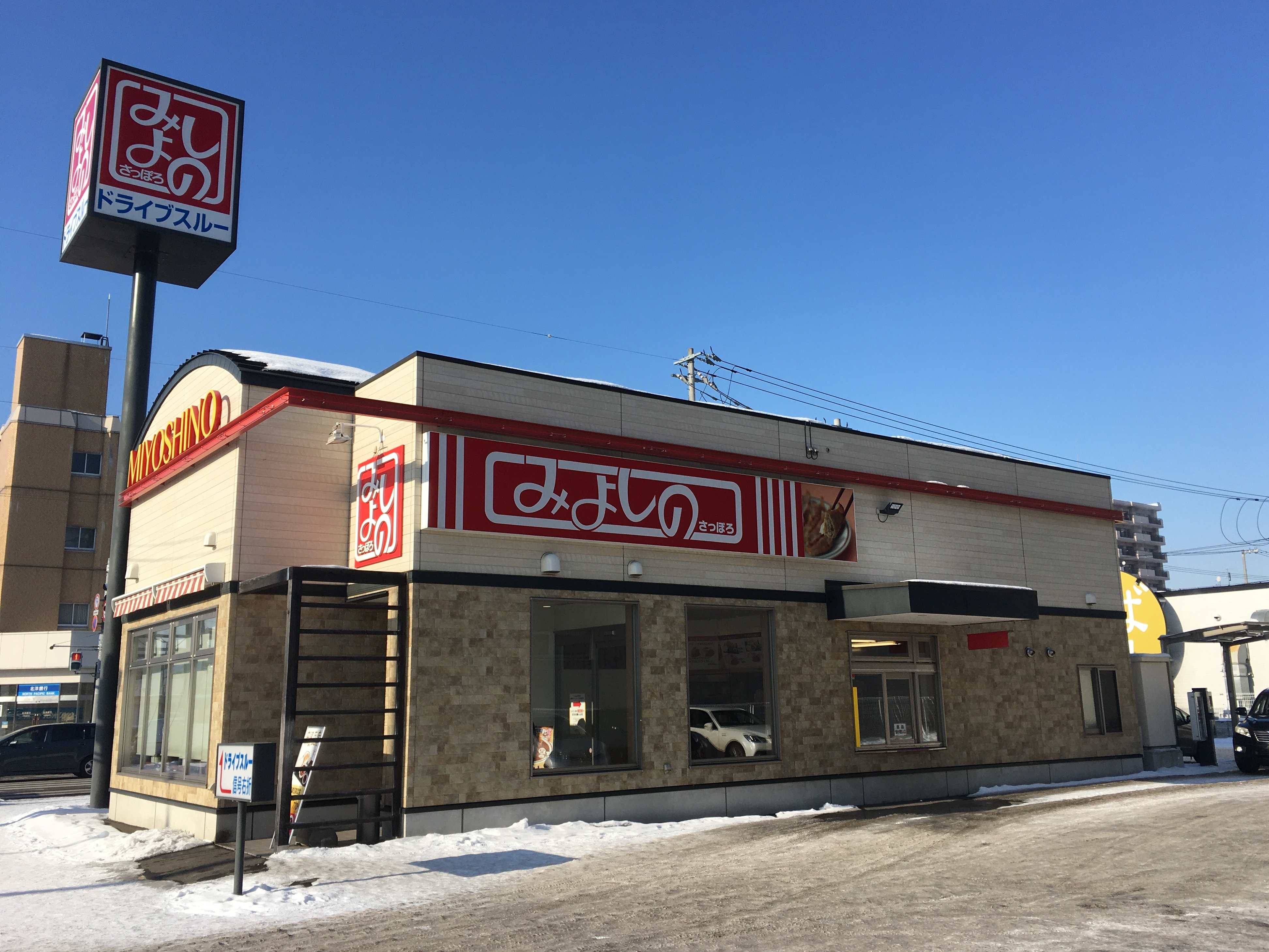
旭川大雪通店（旭川市）

### 出店地域
出店店舗の詳細情報は公式サイトを参照。
2019年現在の店舗分布
- 北海道
  - 札幌市 
    - 中央区・白石区・東区・南区・北区・西区・豊平区・厚別区・手稲区・清田区

  - 恵庭市
  - 苫小牧市
  - 旭川市
  - 千歳市 - 一時撤退の後、2013年6月22日に再オープン。

過去に存在した店舗
- 北海道
  - 江別市
  - 釧路市
  - 小樽市
  - 滝川市
  - 室蘭市
- 埼玉県所沢市